# Мухоморы (арт-группа)
«Мухоморы» — советская арт-группа из Москвы, созданная в 1978 году.
В 1982 году записала свой единственный магнитоальбом под названием «Золотой диск», оказавший влияние на группу «ДК», и на проект Егора Летова — «Коммунизм». Альбом вошёл в сводку «100 магнитоальбомов советского рока» Александра Кушнира.

## История
Группа, названная в честь гриба, образовалась в московском андеграунде в 1978 году. Однако совместные тексты будущие участники группы писали и ранее. Датой официального появления арт-группы считается 24 марта — в этот день «Мухоморы» совместно нарисовали свое первое групповое произведение, а именно картину «Охота индейца на орла». В тот день во время Дня работника хэппенинга Звездочётов заявил: «Я, братцы, Мухомор». В состав группы входили такие художники, как Константин Звездочетов, Свен Гундлах, братья-близнецы Владимир и Сергей Мироненко и Алексей Каменский. Основателем группы считается К. Звездочетов.
После успеха нашумевшего и запрещенного к воспроизведению в СССР альбома «Золотой диск», в октябре 1984 года КГБ расформировало художественное объединение, отправив троих членов группы (Свена Гундлаха, Владимира Мироненко и Константина Звездочетова) в армию. Вернувшись в Москву, художники продолжали работать, но уже не в составе группы.

Самое забавное, что субкультура, которую оформили «Мухоморы», возникла в стране правящей геронтократии, а теперь к власти пришли наши сверстники, настоящие полковники. Всё кончилось хорошо — полковники расселись по иномаркам и отправились на поминки.
—  — Андрей Ковалёв, 2004.

## Вклад в культуру
Одной из первых выставок, где участвовала группа, была выставка «Эксперимент» на Малой Грузинской в 1978 году. Выставлялась картина «Охота индейцев на орла». 
«Проект „Эксперимент“ отличался тем, что к участию в выставке мог быть допущен каждый представивший свою работу в жюри. Работу „Охота индейцев на орла“ жюри не пропустило, однако за день до открытия выставки „мухоморы“ повесили её в зале на свободное место, дополнив табличкой с ироническим манифестом».
В том же году состоялась первая акция группы — «Выходка № 1». Перфоманс заключался в походе на Ясную Поляну «в образах Льва Толстого» (в толстовках).
С 1979 по 1982 год «Мухоморы» провели ряд акций: «Жизнь в андеграунде», «Сокровище», «Расстрел», «Слив», «Красная тряпка», «Лекция о вреде нейтронной бомбы» и др.
«Мухоморы» не только устраивали акции и создавали художественные объекты. В феврале 1982 года группа выпустила альбом «Золотой диск» в стиле квазирока. Тексты в данном альбоме исполнялись на мелодии разных народов и времен, эстрады советской и зарубежной, а также использовались фрагменты симфоний.
«Небезызвестный Сева Новгородцев гонял мухоморовские хиты в своей передаче „Посевы“ на BBC — вместе с музыкой Лори Андерсон и прочих самых продвинутых на тот момент западных звезд».
Именно в тот момент «Мухоморы» вошли в официальный список запрещенных к исполнению в СССР групп и музыкантов, наряду с такими группами, как «Кино», «Аквариум», Pink Floyd, Kiss и многими другими.

## Выставки
Посвященная «Мухоморам» выставка в «ЕК АртБюро» сделана при участии фонда «Художественные проекты». В галерее можно будет увидеть мухоморскую живопись и графику, а также их фильмы — первые опусы отечественного параллельного кино, и конечно же, услышать «Золотой диск».
В собрании Московского музея современного искусства находится серия «Воспоминание о группе „Мухомор“» 2005 года, сделанная Константином Звездочетовым к выставке «Angels of history. Moscow Conceptualism and its Inﬂuence» в музее Антверпена.

## Состав участников
- Владимир Кара-Мурза[2]
- Сергей «Пупс» Мироненко.
- Владимир «Фофа» Мироненко.
- Свен Гундлах.
- Константин «Маленький» Звездочетов.
- Алексей Каменский.

## Дискография
- 1982 - «Золотой диск» (Магнитоальбом)
- 2014 - МУХОМОР "Золотой диск", CD + DVD,

Издательство: Отделение ВЫХОД, 2014